# Proces der 72
Het Proces der 72, ook wel het eerste OD-proces genoemd, was een proces, gevoerd door de Duitse Sicherheitsdienst, waarbij 72 van de 86 gevangenen ter dood veroordeeld werden.
De gevangenen waren leden van de Ordedienst, de Delftse Mekel-groep, de Schoemaker-groep en dertien beroepsofficieren, die ondanks het ondertekenen van de erewoordverklaring aan het verzet hadden deelgenomen. Allen wachtte een zware straf.
Het proces begon eind maart in het Berghotel   op de Amersfoortse Berg, vlak bij Kamp Amersfoort. Het process begon met het verhoor van 86 mensen.
Op 11 april werd het vonnis gewezen tegen 72 mensen in het Berghotel. OD'ers en 10 mannen van BOLT (opgericht door Herman Bolt) waren ter dood veroordeeld. De uitspraak van de leden van de Mekel-groep volgde op 18 april.
In Utrecht werden 63 vonnissen bekrachtigd, de overige 9 vonnissen werden omgezet in levenslang tuchthuisstraf. Daarna gingen de 63 veroordeelden per trein naar concentratiekamp Sachsenhausen, waar ze op zondag 3 mei 1942 met enkele andere gevangenen werden geëxecuteerd.

## Executie op 3 mei 1942
| Naam                                   | Achternaam         | TussenVoegsel | Stad            | Geboortejaar | Groep            |
| -------------------------------------- | ------------------ | ------------- | --------------- | ------------ | ---------------- |
| Izaäk van Amstel                       | Amstel             | van           | Alkmaar         | 1903         |                  |
| Huibert van As                         | As                 | van           | Haarlem         | 1910         |                  |
| Antonie Barnhard                       | Barnhard           |               | Den Haag        | 1918         |                  |
| Evert Blijsie                          | Blijsie            |               | Appelscha       | 1896         |                  |
| Jacob Blokhuis                         | Blokhuis           |               | Alkmaar         | 1891         |                  |
| Johannes Blom                          | Blom               |               | Beekbergen      | 1923         |                  |
| Hendrik Boer                           | Boer               |               | Bergambacht     | 1895         |                  |
| Christiaan Fredericus Johannes Boers   | Boers              |               | Den Haag        | 1882         |                  |
| Jacobus Christiaan Boogaard            | Boogaard           |               | Haarlem         | 1904         |                  |
| Jasper Hendrik Boon                    | Boon               |               | Zaandam         | 1907         |                  |
| Kornelis Brandes                       | Brandes            |               | Meliskerke      | 1902         |                  |
| Nelis van den Brink                    | Brink              | van den       | Rhenen          | 1899         |                  |
| Jacobus Alexander Willem Busé          | Busé               |               | Hardinxveen     | 1891         |                  |
| Florentius Jacobus Abraham Calkoen     | Calkoen            |               | Utrecht         | 1883         |                  |
| Abraham Isidore Cohen                  | Cohen              |               | Amsterdam       | 1914         |                  |
| Rokus van Dalen                        | Dalen              |               | Loosduinen      | 1912         |                  |
| Johan Lambertus Gebben                 | Gebben             |               | Neuenhaus       | 1913         |                  |
| Karel George Hendrik Gerritsma         | Gerritsma          |               | Rotterdam)      | 1919         |                  |
| Cornelis Marius Hamaker                | Hamaker            |               | Soekaboemi      | 1901         |                  |
| Johan Hendrik Heijer                   | Heijer             |               | Den Haag        | 1900         |                  |
| Joan Taco Hajo van den Honert          | Honert             | van den       | Langsa, Sumatra | 1915         |                  |
| Cornelis Huiszoon                      | Huiszoon           |               | Veere           | 1898         |                  |
| Jan Willem Kempff                      | Kempff             |               | Den Haag        | 1902         |                  |
| Henricus Franciscus Kilsdonk           | Kilsdonk           |               | Raamsdonk       | 1920         |                  |
| Herman Hendrik Kleinhout               | Kleinhout          |               | Arnhem          | 1916         |                  |
| Hendricus Nicolaas Marinus Koot        | Koot               |               | Den Haag        | 1912         |                  |
| André Gerard Christoph Locher          | Locher             |               | Den Haag        | 1912         |                  |
| Jan van Meel                           | Meel               |               | Rotterdam       | 1915         |                  |
| Henri Gerrit Pieter Molt               | Molt               |               | Den Haag        | 1906         |                  |
| Johannes Clasinus Mulder               | Mulder             |               | Utrecht         | 1907         |                  |
| Paul Nanninga                          | Nanninga           |               | Den Haag        | 1918         |                  |
| Johan Carel Arie Nout                  | Nout               |               | Semarang        | 1910         |                  |
| Hermannus Johannes Offerhaus           | Offerhaus          |               | Den Haag        | 1907         |                  |
| Cornelis van Otterlo(o)                | Otterlo(o)         | van           | Loosduinen      | 1906         |                  |
| Arend Pronk                            | Pronk              |               | Scheveningen    | 1913         |                  |
| John E W T Twiss Quarles van Ufford    | Quarles van Ufford |               | Utrecht         | 1889         |                  |
| Jan Herman Ronhaar                     | Ronhaar            |               | Meppel          | 1888         |                  |
| Stephanus Jacobus van Royen            | Royen              | van           | Den Haag        | 1899         |                  |
| Johannes Gerhardus Scharp              | Scharp             |               | Amersfoort      | 1913         |                  |
| Thom van Slooten                       | Slooten            | van           | Leeuwarden      | 1908         |                  |
| Dirk Smit                              | Smit               |               | Leiden          | 1910         |                  |
| Jan Dirk Smit                          | Smit               |               | Leiden          | 1910         |                  |
| Nikolaas Anthonius Gerardus van Spanje | Spanje             | van           | Utrecht         | 1888         |                  |
| Martinus Hendricus Staamer             | Staamer            |               | Schiedam        | 1915         |                  |
| Theodorus Antonius Maria van der Stap  | Stap               | van der       | Hengelo         | 1914         |                  |
| Johannes Pieter Steenbergen            | Steenbergen        |               | Breda           | 1900         |                  |
| Gijsbertus Johannes Suman              | Suman              |               | Haarlem         | 1905         |                  |
| Charles Gustave Ernst Ubbens           | Ubbens             |               | Nijmegen        | 1888         |                  |
| Heino Martinus Uhl                     | Uhl                |               | Groningen       | 1905         |                  |
| Philippus Uijthoven                    | Uijthoven          |               | Spaarndam       | 1896         |                  |
| Pierre Marie Robert Versteegh          | Versteegh          |               | Kedoengbanteng  | 1888         |                  |
| Willem Louis Voncken                   | Voncken            |               | Maastricht      | 1889         |                  |
| Antoni de Vries                        | Vries              |               | Kampen          | 1885         |                  |
| Robert Adolf de Vries                  | Vries              | de            | Buitenzorg      | 1918         |                  |
| Johannes Marinus van Wageningen        | Wageningen         | van           | Den Haag        | 1920         |                  |
| Johan Hendrik Westerveld               | Westerveld         |               | Haarlem         | 1880         |                  |
| Arnoldus Daniël Johannes Wiegand       | Wiegand            |               | ?               | 1922         |                  |
| Jacob Reinder Wiersum                  | Wiersum            |               | Uithuizen       | 1916         |                  |
| Jan Woltjer                            | Woltjer            |               | Oegstgeest      | 1918         |                  |
| Herman Bolt                            | Bolt               |               | Groningen       | 1913         | Schoemaker       |
| Eddy van Groningen                     | Groningen          | van           | Deventer        | 1921         | Schoemaker       |
| Richard Leonard Arnold Schoemaker      | Schoemaker         |               | Roermond        | 1886         | Schoemaker       |
| Jan van Slooten                        | Slooten            | van           | Rotterdam       | 1917         | Schoemaker       |
| B Cohen                                | Cohen              |               |                 |              | Mekel            |
| P Frank                                | Frank              |               |                 |              | Mekel            |
| Jacob Gerardus Hogetoorn               | Hogetoorn          |               | Den Haag        | 1913         | Mekel            |
| Emile Louis Katan                      | Katan              |               | Den Haag        | 1919         | Mekel            |
| Boelo Koens                            | Koens              |               | Vlissingen      | 1914         | Mekel            |
| Jan A A Mekel                          | Mekel              |               | Bedum           | 1891         | Mekel, oprichter |
| Jacobus Cornelis Antonius Metzer       | Metzer             |               | Doesburg        | 1887         | Mekel            |
| Sietze Jan van der Velde               | Velde              | van der       | Doorn           | 1919         | Mekel            |
| Hendrik Johan van Zadelhoff            | Zadelhoff          | van           | Pakan Baroe     | 1920         | Mekel            |

## Abgetrennt
De "72" kregen een deelvonis. Op 18 april werden enkelen van de andere gevangenen "abgetrennt". Zij kregen een apart vervolgproces. Op 18 augustus werd in Amsterdam ook tegen hen een doodvonnis uitgesproken. Zij werden 25 september 1942 gefusilleerd in de duinen bij Overveen. In 1954 werd hun as bijgezet in het ereveld in Loenen. Het waren
- Peter Cornelis 'Pier' Groenewege
- Rudolf Abraham 'Rud' Hueting
- Goris 'Goos' Mante
- Josephus Dionisus Gerardus Thijssen
- Antonius Johannes Wagner